# Bưu điện Hà Nội
Bưu điện Hà Nội (hay còn gọi là Bưu điện Bờ Hồ; tiếng Pháp: Postes et Télégraphes à Hanoi) là một công trình nằm đối diện với hồ Hoàn Kiếm, Hà Nội, gồm ba tòa nhà bưu điện tọa lạc tại các phố Đinh Tiên Hoàng, Lê Thạch và Đinh Lễ, được xây dựng theo phong cách kiến trúc tân cổ điển và Art Deco.
Tòa nhà đầu tiên nằm trong bốn vị trí ở bốn cạnh của Vườn hoa Chí Linh và giáp với phố Lê Thạch, từng trải qua nhiều đợt cải tạo mở rộng so với thiết kế ban đầu. Tòa nhà thứ hai (tòa bưu điện trung tâm) hoàn thành vào năm 1901 trên nền một phần của chùa Báo Ân đã bị phá và do Henri Vildieu thiết kế. Đến đầu những năm 1940 hoặc cuối những năm 1930, một tòa nhà mới giáp với phố Đinh Lễ ngày nay đã được xây tiếp, tạo nên dãy công trình nằm dọc trên phố Đinh Tiên Hoàng, với mặt chính hướng ra phía hồ Gươm. Sau này, trong những năm thập niên 1970, công trình cũ của tòa bưu điện trung tâm bị phá dỡ và xây lại thành một tòa nhà cao năm tầng có cột đồng hồ lắp trên đỉnh, mà đồng hồ cùng với biển chữ của công trình đến nay đã trở thành một trong những biểu tượng văn hóa Hà Nội.

## Lịch sử
Năm 1883, nhà Nguyễn kí Hoà ước Quý Mùi, chấp nhận chế độ bảo hộ của thực dân Pháp. Thời điểm này, dịch vụ bưu điện cùng những hoạt động trao đổi thư từ trở nên quan trọng với người Pháp trong việc khai thác thuộc địa. Vì vậy nhu cầu của chính quyền khi xây dựng các trung tâm bưu điện và hệ thống thông tin liên lạc ngày càng khẩn thiết. Bản quy hoạch Hà Nội do Công sứ Pháp Bonnal đưa ra cùng năm đã bố trí hồ Gươm thành khu vực trung tâm, theo đó sớm quyết định Sở Bưu điện Hà Nội sẽ được xây tại đây.
Là tòa nhà đầu tiên được xây dựng, đã có những thông tin khác nhau về lịch sử của tòa bưu điện giáp phố Lê Thạch.
Theo nhà văn Nguyễn Ngọc Tiến và tài liệu lịch sử từ VNPT Hà Nội, sau khi hòa ước được kí kết, người Pháp mới chỉ lập nên Bưu cục Hà Nội vào năm 1883 hoặc 1884 cùng với các bưu cục khác tại Nam Định, Bắc Ninh, Hưng Yên, Sơn Tây và Ninh Bình. Họ cũng đồng thời xóa bỏ hai dịch trạm ở Hà Trung (nay là phố Hà Trung, quận Hoàn Kiếm) và Hà Mai (nay thuộc quận Hoàng Mai). Một số bản đồ trong giai đoạn này cho thấy tòa nhà bưu cục nằm bên cạnh khu vực chùa Báo Ân trên đại lộ Francis Garnier (nay là phố Đinh Tiên Hoàng) và ở phía Đông hồ Hoàn Kiếm, giáp với phố Chavassieux (nay là phố Lê Thạch). Cuối năm 1884, Toàn quyền Pháp đã xây đường dây hữu tuyến dài gần 2.000/4.000 km nối từ Hà Nội vào Sài Gòn và đến năm 1888 hoàn thành, cuối năm 1888 hoặc 1889 thông suốt qua Vinh, Huế, Đà Nẵng tới Sài Gòn. Công trình Tổng đài điện thoại Hà Nội cũng được đặt tại đây, với khởi đầu là 800 số. Nhờ những cải tiến trong phương thức và hạ tầng thông tin liên lạc, đến năm 1889, Bưu cục Hà Nội đã có đầy đủ các hình thức hoạt động bưu chính và chuyển thành Bưu điện Hà Nội.
Theo tài liệu từ Trung tâm Lưu trữ Quốc gia Việt Nam I và một số nguồn khác, tòa nhà giáp phố Lê Thạch được xây dựng trong giai đoạn 1893 hoặc 1894 đến 1899 do kiến trúc sư Pháp Adolphe Bussy/Auguste Henri Vildieu thiết kế. Tòa nhà nằm bên cạnh Vườn hoa Paul Bert (nay là Vườn hoa Chí Linh) và giáp với phố Chavassieux (mặt giáp phố này sử dụng làm phòng thu cước phí), theo đó ở bốn góc của khu vườn là bốn khu công thự gồm tòa Đốc lý (nay là trụ sở Ủy ban nhân dân thành phố Hà Nội), Sở Ngân khố (nay là trụ sở Ngân hàng Nhà nước Việt Nam), Phủ Thống sứ Bắc Kỳ (nay là Nhà khách Chính phủ) và Sở Bưu điện.
Năm 1894 hoặc 1895, kiến trúc sư người Pháp Henri Vildieu đã đưa ra dự án xây dựng tòa trụ sở mới Sở Bưu điện Hà Nội (tòa bưu điện trung tâm cũ) bên cạnh tòa nhà bưu điện đầu tiên, có mặt chính hướng ra phía hồ Gươm, do ông làm thiết kế chính. Dự án ngay sau đó được thi công và đến 1899 hoặc 1901 thì hoàn thành. Để lấy đất xây tòa bưu điện, vào năm 1888, chính quyền thuộc địa đã quyết định phá một phần hoặc toàn bộ chùa Báo Ân thay vì xây ở phía Nam. Sau khi phá chùa Báo Ân, Pháp cũng cho xây con đường quanh hồ Hoàn Kiếm từ năm 1891 và đến giao thừa 1893 thì chính thức khánh thành.
Song song với việc mở rộng các hạng mục công trình khác, trong khoảng thời gian trên, chính quyền đã đặt xây kho xưởng của bưu điện tại Voie 209 (nay là phố Lê Phụng Hiểu), gồm hai dãy nhà cấp bốn lợp tôn.
Năm 1902, sau khi Hà Nội trở thành Thủ đô của Liên bang Đông Dương, Bưu điện Hà Nội được chọn làm cột mốc số 0 khi người Pháp tính chiều dài từ Hà Nội đến Viêng Chăn và Phnôm Pênh. Vào năm 1942 hoặc 1943, một toà nhà mới nằm ở góc đại lộ Francis Garnier và phố Fourès (nay là phố Đinh Lễ) đã được xây thêm, do kiến trúc sư Felix Godard/Henri Cerutti – Maori thiết kế. Ban đầu, toà nhà được hoàn thiện để làm trụ sở Phòng Thương Mại và Nông nghiệp Hà Nội, tạo thành dãy công trình liên tiếp nằm dọc theo đại lộ, với mặt chính hướng ra phía hồ Hoàn Kiếm. Nhưng theo một tài liệu tổng hợp bởi Trung tâm Lưu trữ Quốc gia Việt Nam xuất bản tháng 11 năm 2016, tòa nhà của Phòng Thương Mại và Nông nghiệp đã được khởi công xây dựng trên đoạn giáp giữa đại lộ Francis Garnier và phố Fourès từ 1939 đến năm 1940, theo ký kết giữa Pierre Guillaume, Chủ tịch Phòng Thương mại và Nông nghiệp và nhà thầu Robert Joseph.

### Cải tạo và mở rộng

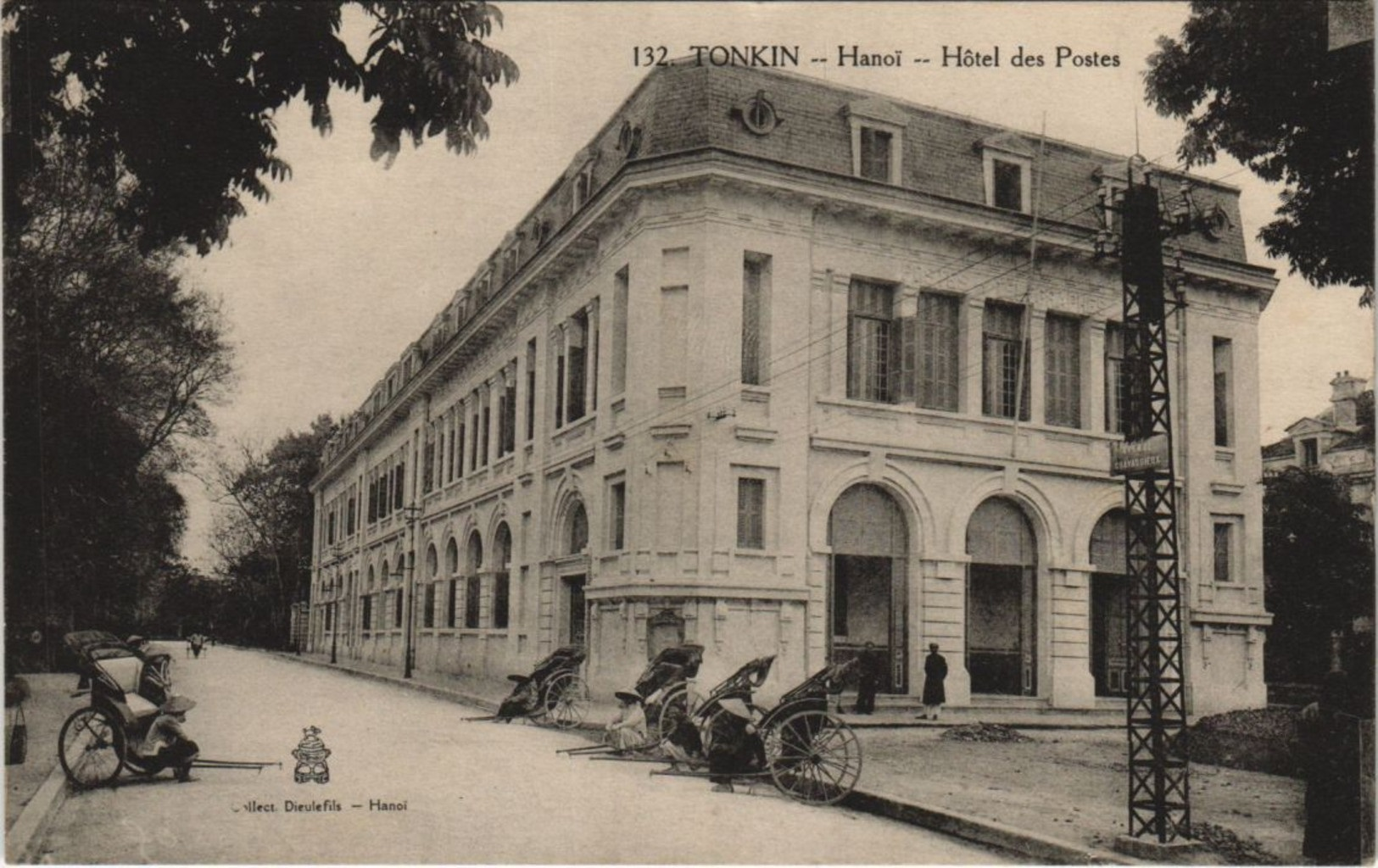
Tòa bưu điện giáp phố Chavassieux sau các đợt cải tạo và mở rộng từ năm 1910, chụp vào 1923

Kể từ đầu thế kỷ 20, tòa nhà giáp phố Lê Thạch đã qua ba lần mở rộng và có nhiều thay đổi so với thiết kế ban đầu. Trong lần mở rộng công trình vào năm 1910, một toà nhà mới được xây dựng và nối với toà nhà cũ, cao ba tầng, cùng với đó là việc sửa sang một số chi tiết của tòa, do nhà thầu Pées & Chazeau thực hiện. Đến năm 1918, phòng bưu phẩm thuộc tòa nhà được xây dựng thêm, do nhà thầu Tran Ngoc Dien thi công và thiết kế bởi kiến trúc sư của Sở Nhà cửa dân sự. Năm 1921, tòa nhà tiếp tục được cải tạo và ông Aviat là người trúng thầu thực hiện. Những cải tiến đáng chú ý có việc sửa đổi bổ sung chi tiết tại tầng trệt; mở rộng các khu phòng tại khu vực nhà tầng, xây dựng lại xưởng cơ khí, bộ phận truyền động và bàn tiện. Lý do chính cho những sự thay đổi này là vì nhu cầu sử dụng ngày càng lớn đã khiến cho tòa nhà trở nên chật chội. Công văn số 29-TC/O vào ngày 25 tháng 3 năm 1938 của Giám đốc Sở gửi Tổng thanh tra Công chính Đông Dương tại Hà Nội cũng giải thích việc cải tạo tòa nhà nhiều lần là do công trình đã xuất hiện những dấu hiệu thiếu đảm bảo an toàn.
Trong khoảng thời gian này, Sở đã có chủ trương xây dựng kho xưởng và nhà ở làm việc của bưu điện trên đại lộ Félix Faure (nay là phố Trần Phú) thay cho công trình cũ để có điều kiện quản lý và mở rộng. Điều này là do việc liên lạc giữa Đông Dương và Pháp quốc khiến bưu điện đã sớm bị quá tải và thiếu nơi chứa hàng, phải để ở những nơi công cộng cũng như thuê nhiều nhà của tư nhân trong thành phố làm kho. Khu đất để xây dựng kho xưởng mới là trên một thửa đất rộng 8.720 m2, giáp bốn mặt đại lộ Félix Faure, Brière de l’Isle (nay là đường Hùng Vương), Général Lebloie (nay là phố Lê Trực) và Duvillier (nay là phố Nguyễn Thái Học). Việc xây dựng kho xưởng đã được Sở Bưu điện đề xuất trong các báo cáo năm 1921 và trở thành một trong những công trình cấp thiết cần được thi công sớm. Kinh phí xây dựng dự án được Hội đồng Tối cao phê duyệt hai lần vào các năm 1922 và 1923. Ngày 25 tháng 9 năm 1922, dự án thông qua lần đầu, nhưng do giá nguyên vật liệu tăng nên việc thi công bị hoãn lại đến tháng 6 năm 1923 thì tổ chức bỏ thầu. Công trình khởi công vào cùng năm và đến 1927 mới hoàn thành, là một kho xưởng được bao quanh bởi bốn dãy nhà hai tầng, với cổng chính hướng ra phố Trần Phú ngày nay.
Hai công trình phụ khác, gồm Nhà để ắc quy cùng Hầm chỉ huy và trung tâm báo động phòng không vườn hoa Chí Linh, cũng được xây lại bên cạnh tòa nhà giáp phố Lê Thạch. Nhà để ắc quy đã được xây trong hai năm 1936–1937 bởi nhà thầu Lê Văn Can, thay thế cho nhà để cũ do lúc đó có nguy cơ sụp đổ, và căn hầm tại vườn hoa Chí Linh là vào năm 1939 với tổng dự toán 51.800 đồng bạc Đông Dương.
Trong các năm từ 1973 đến 1976, tòa trung tâm mới đã được xây dựng lại trên nền tòa bưu điện trung tâm cũ bị dỡ bỏ, do Trung Quốc viện trợ và là công trình chào mừng Đại hội Đảng Cộng sản Việt Nam lần thứ IV. Chiếc cột đồng hồ xây cùng với công trình từ năm 1976 đã khánh thành vào hồi 12 giờ trưa ngày Quốc khánh Việt Nam năm 1978, phát ra bài hát "Ca ngợi Hồ Chủ tịch" sáng tác bởi nhạc sĩ Lưu Hữu Phước. Đến năm 1997, biển chữ "Bưu điện Hà Nội" được lắp đặt phía dưới chân cột đồng hồ, hướng ra phía Bờ Hồ.

## Kiến trúc

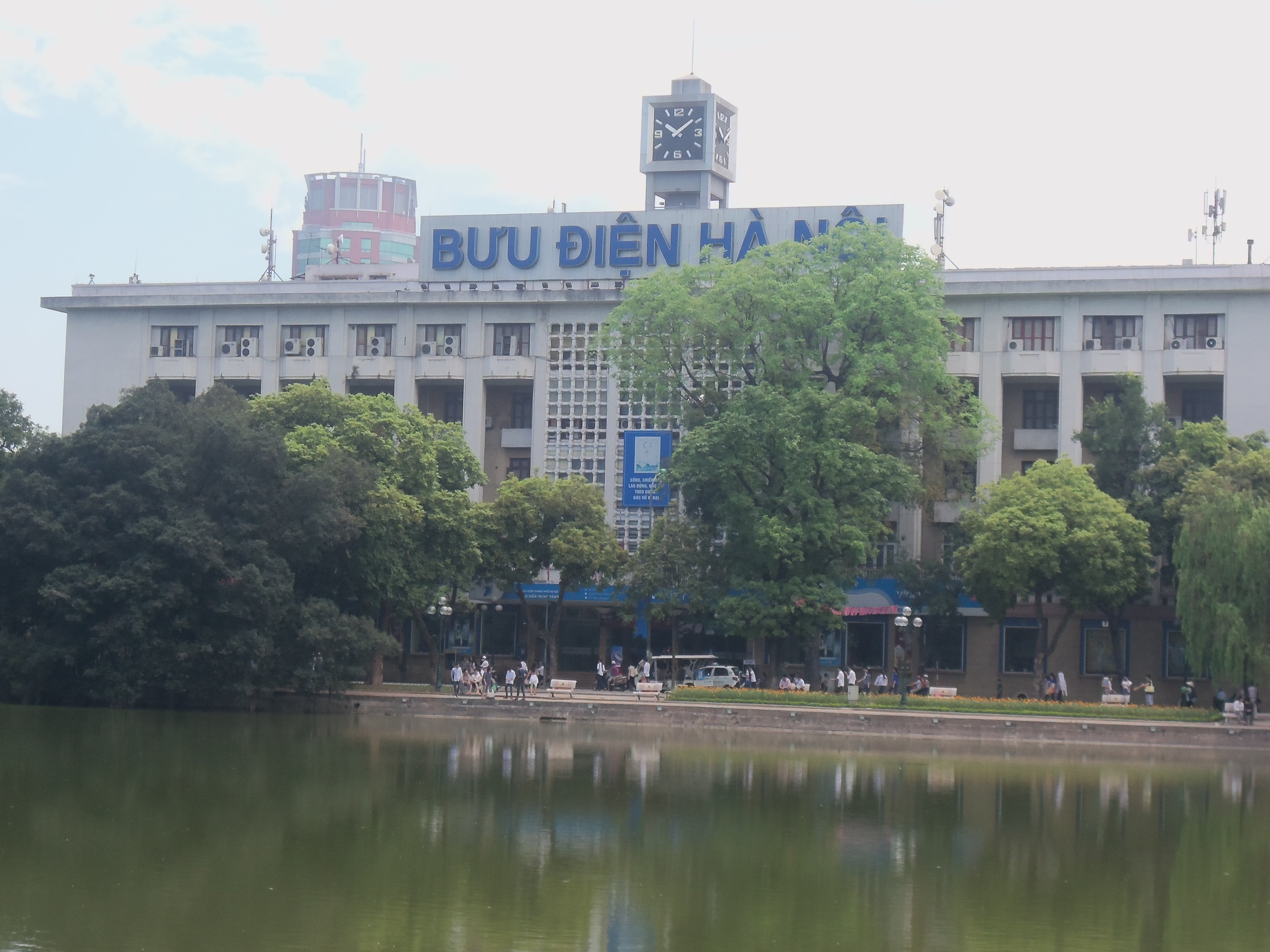
Hình ảnh quen thuộc của biển chữ và chiếc đồng hồ được lắp đặt cùng với công trình đã trở thành một trong những biểu tượng văn hóa Hà Nội

Công trình ban đầu được thiết kế và xây dựng dựa trên sự kết hợp giữa phong cách kiến trúc tân cổ điển của Pháp với sự thích ứng khí hậu miền Bắc. Bưu điện thành phố trước những năm 1930 gồm hai tòa nhà ba tầng có mặt chính nhìn ra đại lộ Francis Garnier, mặt còn lại hướng ra phố Chavassieux và đằng sau là Bắc bộ phủ. Phong cách bài trí và thiết kế các tòa nhà khi đó giống kiến trúc của những tòa công sở thịnh hành tại Pháp cuối thế kỷ 19.
Cả hai tòa bưu điện lúc này đều có phần ngói là ngói ardoise màu đen và các ô cửa sổ trên bức tường che khuất phần mái hiên được chọc thủng, tạo thành những lỗ cửa theo kiểu nhô ra. Riêng tòa nhà trung tâm thì lắp thêm một chiếc đồng hồ lớn gắn ở đằng trước, lấy theo giờ tại Paris. Những mái lợp tạo từ nhiều tấm kẽm nhỏ được dùng cho các tòa nhà do những tấm lợp lớn có thể bị biến dạng bởi hiệu ứng nhiệt; các tấm kẽm cũng được gắn lên khung sắt để tránh phần rui mè làm từ gỗ bản địa bị ăn mòn. Bố cục bên trong tòa bưu điện trung tâm được thiết kế sao cho phù hợp với dân địa phương, theo đó khu làm việc và căn hộ của Giám đốc Sở sẽ đặt ở tầng trệt và tầng một; khu vực nhà ở của công trình bao gồm một phòng khách, một phòng ăn, phòng ngủ, một khu vệ sinh, một phòng tắm, tuy nhiên lại không có nhà bếp mà thay vào đó những món ăn được chế biến sẵn tại khu nhà phụ, là nơi sinh hoạt của các gia nhân.
 

Khác với phong cách thiết kế của hai tòa nhà còn lại, tòa bưu điện giáp phố Đinh Lễ sau này được xây dựng theo kiến trúc Art Deco, với các cột cao cắm xung quanh phần cửa vào tòa nhà, tạo thành một đường cong nổi bật lên bậc thang lồi. Những khối thuỷ tinh được ngăn thành từng ô bằng bê tông và các ô cửa vòng tròn, được đánh giá là mang tính đặc trưng của trào lưu nghệ thuật "Retour à l'ordre" xuất hiện từ cuối những năm 1930.

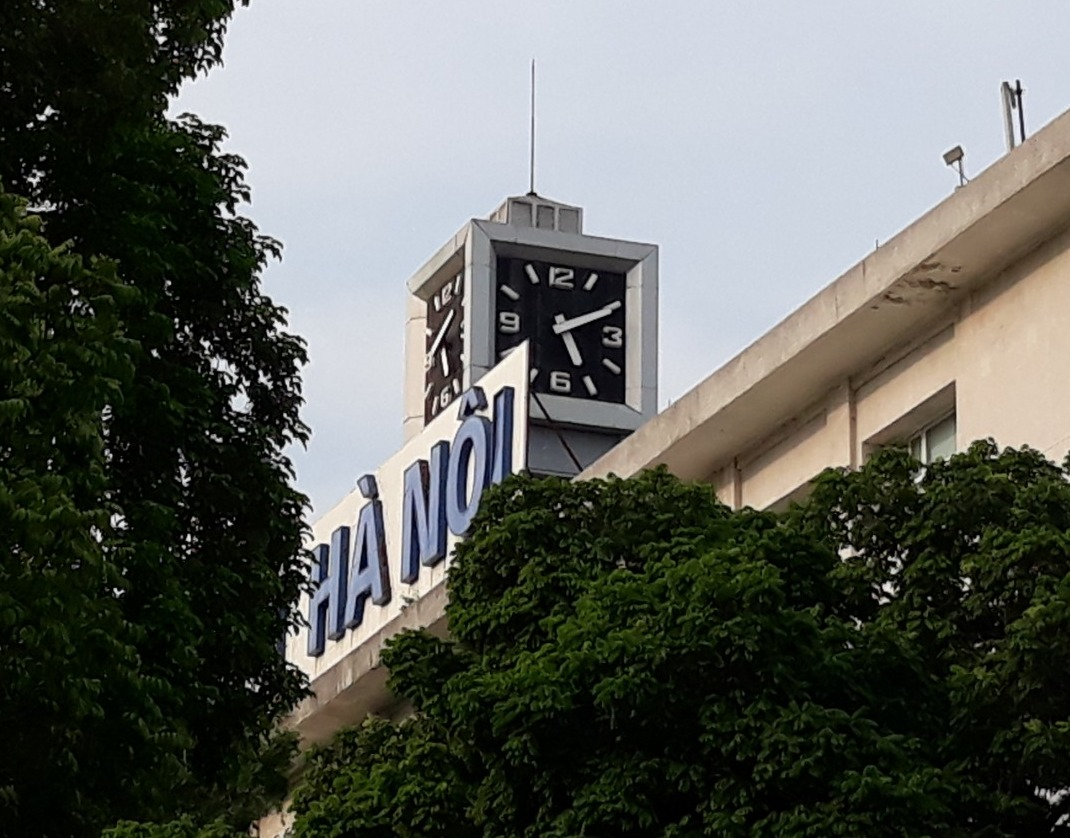
Cột đồng hồ trên tòa nhà trung tâm Bưu điện Bờ Hồ

Tòa nhà bưu điện trung tâm sau khi được xây dựng lại trong những năm 1970 có độ cao 5 tầng, thiết kế theo lối kiến trúc thô mộc giống các tòa nhà công sở tại Liên Xô; trát xung quanh là đá rửa, với điểm nhấn là tháp đồng hồ bốn mặt, mỗi mặt vuông có diện tích 4,5 m2, kim giờ dài 1,35 m còn kim phút là 1,65 m; ngoài ra còn kèm theo hệ thống bốn dàn loa phóng thanh 16 chiếc được chế tạo thêm vào. Chiếc đồng hồ này do Trung Quốc tặng và được lắp đặt trên đỉnh tòa nhà, tuy nhiên khi đang làm dở chừng thì họ đã rút về. Ông Nguyễn Minh Chí, nguyên giám đốc Bưu điện Hà Nội, là người chỉ đạo lắp đặt hoàn thiện nốt cột đồng hồ này. Thời điểm đi vào hoạt động, đồng hồ được coi là điểm gần như cao nhất thành phố, cũng như là cột mốc để tính cây số từ Hà Nội đến các nơi khác. Để quản lý đồng hồ, bưu điện đã phải lập riêng một tổ nhân viên giám sát hoạt động của đồng hồ, đảm bảo nó chạy đúng giờ. Đồng hồ hoạt động đồng bộ với những đồng hồ công cộng khác đặt tại chợ Hàng Da, chợ Mơ, Bách hoá Tổng hợp (nay là Tràng Tiền Plaza), chợ Đồng Xuân, chợ Long Biên và Ngã Tư Sở. Các mặt của đồng hồ được quy định hướng theo những phía khác nhau, theo đó mặt một sẽ nhìn ra hồ Gươm, mặt hai là về trụ sở Ủy ban nhân dân thành phố Hà Nội, mặt ba về phía sông Hồng và mặt bốn là khu vực phía Nam thành phố. Thời gian đồng hồ đánh chuông diễn ra theo giờ từ 6 giờ sáng đến 22 giờ tối, trong khi thời đánh nhạc rơi vào các thời điểm lần lượt là 6, 12 và 18 giờ. Dù vậy, cột đồng hồ đã không còn phát được âm thanh do thiết bị và công nghệ quá cũ kỹ.

## Sử dụng và quản lý sau đó

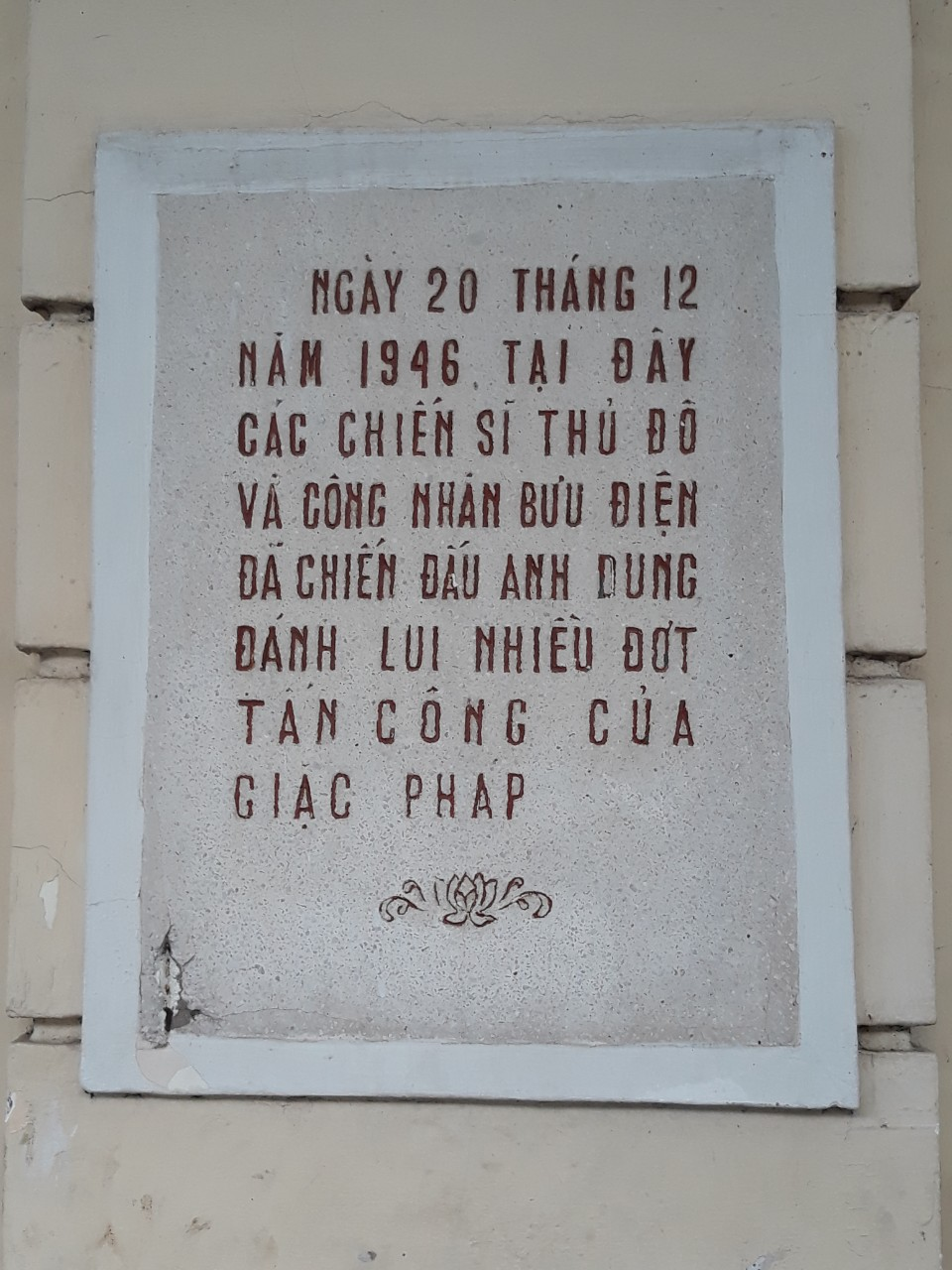
Nguyên văn bảng ghi công vai trò của Bưu điện trong Chiến tranh Đông Dương với nội dung: "Ngày 20 tháng 12 năm 1946. Tại đây các chiến sĩ Thủ đô và công nhân bưu điện đã chiến đấu anh dũng, đánh lui nhiều đợt tấn công của giặc Pháp"

Bưu điện Hà Nội từng là một "địa chỉ đỏ" của Thủ đô những năm chiến tranh. Ngày 19 tháng 8 năm 1945, khi Cách mạng Tháng Tám vẫn đang diễn ra, quân Việt Minh đã chiếm được bưu điện và tổ chức lại hệ thống thông tin liên lạc phục vụ cho mục đích tuyên truyền. Trong sự kiện toàn quốc kháng chiến năm 1946, Bưu điện Hà Nội trở thành nơi phát đi tín hiệu Lời kêu gọi toàn quốc kháng chiến của Hồ Chí Minh. Đây cũng là địa điểm diễn ra nhiều trận đánh quan trọng giữa bộ đội và tự vệ Hà Nội với lính Pháp. Một phần công trình đã bị đánh sập sau trận đánh vào ngày 20 tháng 12 năm 1946 và các trang thiết bị lớn khác bị phá hủy, trong khi số còn lại thì được chính quyền cách mạng chuyển vào vùng chiến đấu. Trước đó, Hồ Chí Minh từng đến thăm bưu điện vào ngày 17 tháng 1 năm 1946 và ngày này những năm sau đó đều được tổ chức lễ kỷ niệm bởi nhân viên bưu điện. Sau chiến thắng của Pháp trong Trận Hà Nội 1946, công trình được tiếp quản lại bởi chính phủ thực dân lâm thời.
Đến năm 1954, thời điểm hiệp định Genève 1954 được ký kết, Pháp đã bàn giao công trình cho chính quyền Việt Nam Dân chủ Cộng hòa. Cơ sở vật chất của bưu điện lúc này chỉ còn lại một tổng đài điện thoại 1500 số và gần 600 thuê bao; một số vật dụng ở tình trạng hỏng hóc và số khác bị người Pháp đem đi dù có cam kết giữ nguyên hiện trạng ban đầu. Công trình sau đó đã được tái thiết lại và đổi tên thành Sở Bưu điện và Vô tuyến điện Hà Nội. Ngày 11 tháng 10 năm 1954, phòng giao dịch của bưu điện chính thức mở cửa. Cũng trong giai đoạn Chiến tranh Việt Nam, nóc của các tòa bưu điện được chọn là một trong số những điểm bố trí hệ thống súng phòng không để chiến đấu trên bầu trời Hà Nội.
Công trình kho xưởng tại số 61 Trần Phú sau năm 1954 đã được chính quyền Hà Nội giao cho Tổng cục Bưu điện (sau này là Công ty cổ phần thiết bị Bưu điện thuộc Tổng công ty Bưu điện Việt Nam) trước khi bị phá dỡ vào năm 2022 để xây dựng một khu trung tâm thương mại 11 tầng, tạo ra nhiều ý kiến trái chiều vì ý nghĩa lịch sử của nó. Vào cuối năm 2007, Bưu điện thành phố Hà Nội cũ chia tách riêng ra bưu chính và viễn thông để thành lập hai đơn vị mới Bưu điện thành phố Hà Nội (VNPost) và Viễn thông Hà Nội (VNPT Hà Nội). Trong đó, VNPT được bàn giao tòa nhà ở phố Đinh Tiên Hoàng còn VNPost là tòa nhà giáp phố Lê Thạch (Bưu điện trong nước) và giáp phố Đinh Lễ (Bưu điện quốc tế). Tuy nhiên, Trung tâm Dịch vụ Khách hàng (phòng giao dịch) của bưu điện thành phố vẫn được đặt tại tầng một của tòa nhà phố Đinh Tiên Hoàng ngày nay.

### Tranh cãi

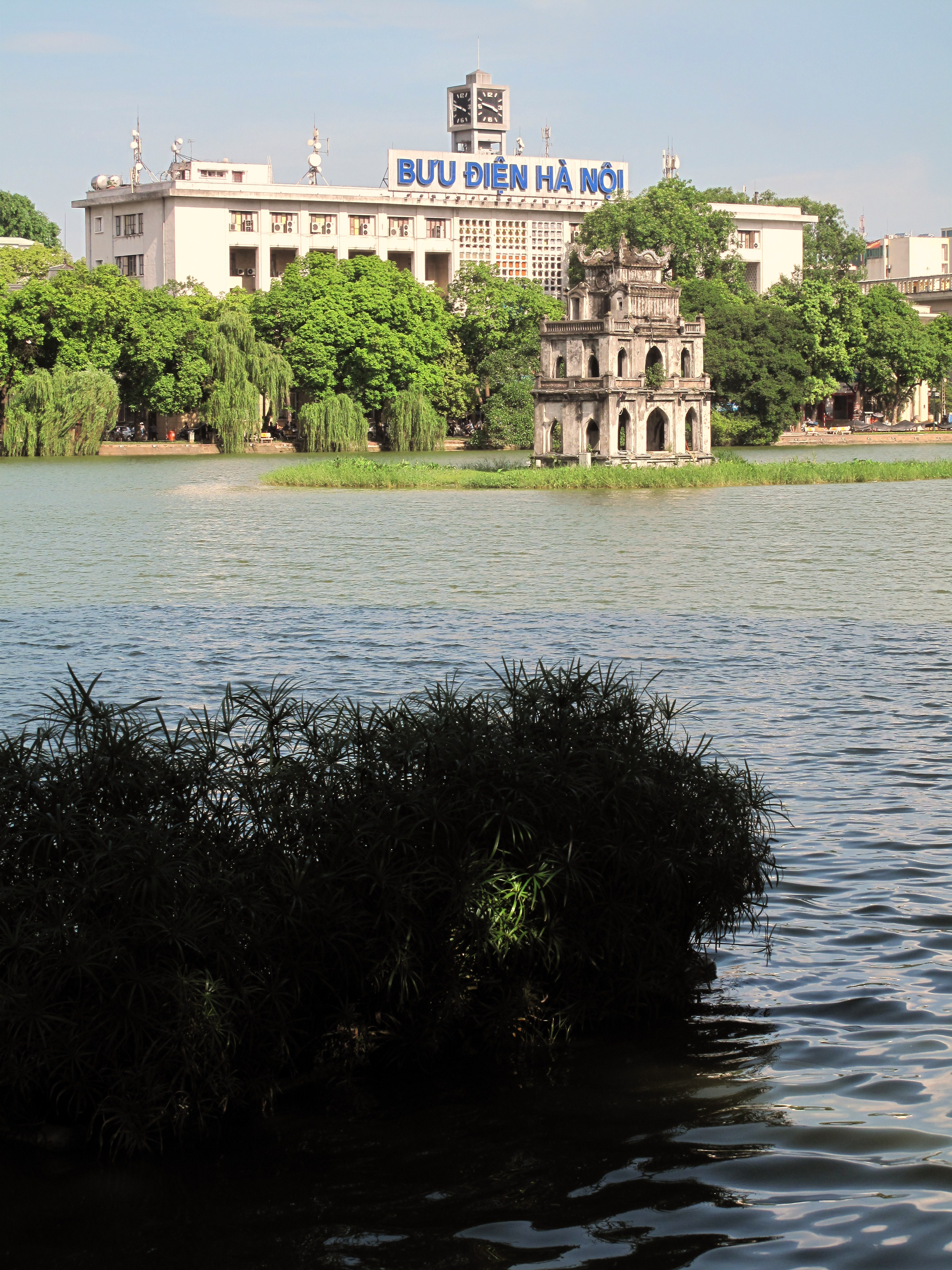
Biển chữ cũ với tên "Bưu điện Hà Nội" trước khi bị thay bằng "VNPT Hà Nội"

Tòa bưu điện trung tâm mới của Bưu điện Hà Nội từng là chủ đề của những cuộc tranh cãi vì tính thẩm mỹ của nó. Cùng với trụ sở của Ủy ban nhân dân Hà Nội được xây lại trên nền tòa Đốc lý, công trình ngay từ khi xây dựng được mô tả là khiến người dân "đau lòng". Tòa nhà cũng bị so sánh khi giống với cái lô cốt "khổng lồ thô kệch đã rơi xuống hồ Gươm xinh xắn" và được cho là đem lại cảm giác nặng nề, cứng, đến mức nhiều người ví von tòa nhà "nhìn xa trông như máy chém!". Cả hai công trình trên với Tòa nhà Hàm Cá Mập sau đó đã bị đưa vào danh sách "Xem xét lại các công trình kiến trúc mới xây dựng, có ảnh hưởng xấu đến cảnh quan, bố cục không gian" trong Quyết định số 448 BXD/KTQH do Bộ trưởng Bộ Xây dựng Ngô Xuân Lộc ký ngày 3 tháng 8 năm 1996, nói về phê duyệt quy hoạch chi tiết khu vực hồ Gươm và vùng phụ cận. Theo một quan điểm khác, trả lời với báo Thể thao & Văn hóa, nhà văn Nguyễn Ngọc Tiến lại cho rằng công trình là một sự tiếp nối "phản ánh rất rõ dòng chảy của lịch sử Hà Nội, từ thời Pháp thuộc, qua 2 cuộc chiến tranh, sang thời bao cấp rồi tới ngày nay".

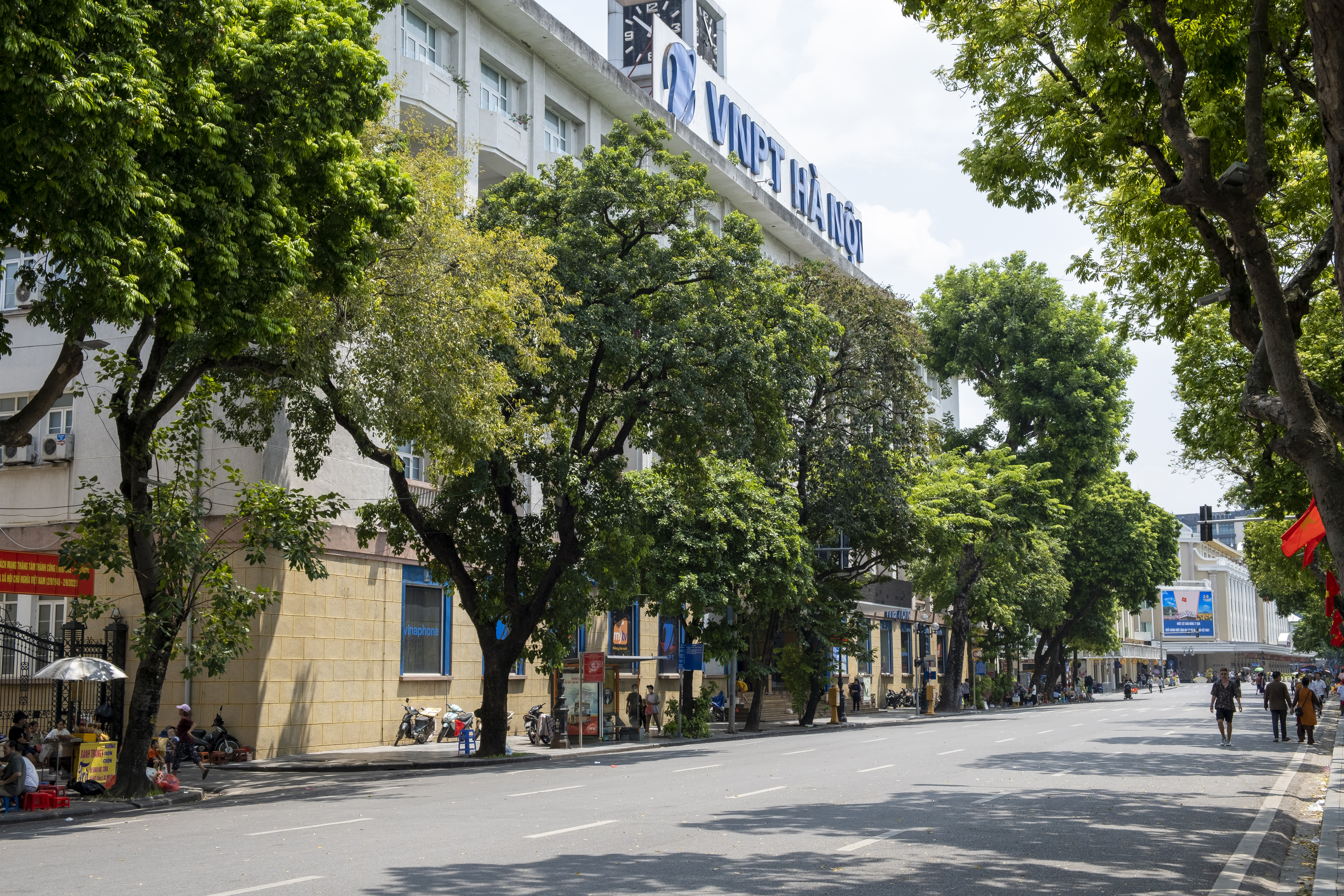
Tòa bưu điện trung tâm vào năm 2022

Tháng 10 năm 2015, biển chữ cũ trên nóc tòa nhà đã được thay bằng "VNPT Hà Nội", thu hút sự quan tâm từ các chuyên gia lịch sử, cơ quan văn hóa lẫn người dân trong thành phố. Lý do cho việc thay biển này là vì khi đó biển chữ cũ đã bị hỏng và có nguy cơ mất an toàn, không thể sửa chữa được nên đơn vị quyết định thay lại biển, gắn chữ mới theo đúng quy định. Vào tháng 1 năm 2016,  Bộ Thông tin và Truyền thông đã gửi văn bản yêu cầu Tập đoàn Bưu chính Viễn thông Việt Nam đổi lại dòng chữ cũ trên tòa bưu điện như trước đây, nhưng vẫn không có thay đổi sau đó. Cho đến cuối tháng 8 năm 2018, báo điện tử Tổ quốc mới đăng bài phản ánh đầu tiên về việc thay biển này với tiêu đề "Bưu điện Hà Nội: Cột mốc số 0 trong lòng người Thủ đô đã bị "khai tử"" và loạt bài báo liên quan, khiến nhiều tờ báo khác tham gia vào cuộc. Nhờ hành động trên cùng những phản ứng mạnh mẽ từ dư luận, Sở Văn hóa Thể thao Hà Nội đã gửi kiến nghị lên Ủy ban nhân dân thành phố Hà Nội để cho ý kiến. Ông Ngô Văn Quý, phó chủ tịch Ủy ban nhân dân Hà Nội, quyết định ký văn bản ủng hộ việc phục dựng lại biển tòa nhà về như cũ và giao VNPT Hà Nội thực hiện đúng hướng dẫn của Sở Văn hóa Thể thao thành phố. Ông Nguyễn Đức Chung, nguyên chủ tịch Ủy ban nhân dân thành phố, cũng tiếp tục đề nghị VNPT trả lại biển tên cũ ban đầu. Dù vậy, biển chữ này vẫn được giữ nguyên từ đó đến nay.

### Sự cố
Vào tối ngày mùng 1 Tết 26 tháng 1 năm 2009, một phần cáp viễn thông của Bưu điện Hà Nội đã bị cháy trong phạm vi rộng khoảng vài mét do đèn trời người dân thả ở gần khu vực rơi vào. Tuy không có thiệt hại về người nhưng vụ cháy đã làm ảnh hưởng đáng kể tới các dịch vụ viễn thông như Internet và liên lạc thông tin. Cũng vào khoảng 6 giờ sáng ngày 14 tháng 5 năm 2015, tầng hai của tòa bưu điện trên phố Lê Thạch bốc cháy do chập điện từ máy tính để trên bàn làm việc và sau đó lửa lan ra thông qua các giấy tờ khác; đám cháy sớm bị dập tắt vào cùng ngày. Tổn thất được ước tính từ vụ hỏa hoạn chỉ khoảng vài triệu đồng nhưng toàn bộ căn phòng bị cháy ám khói đen và các tài liệu bị hư hỏng.

## Hình ảnh

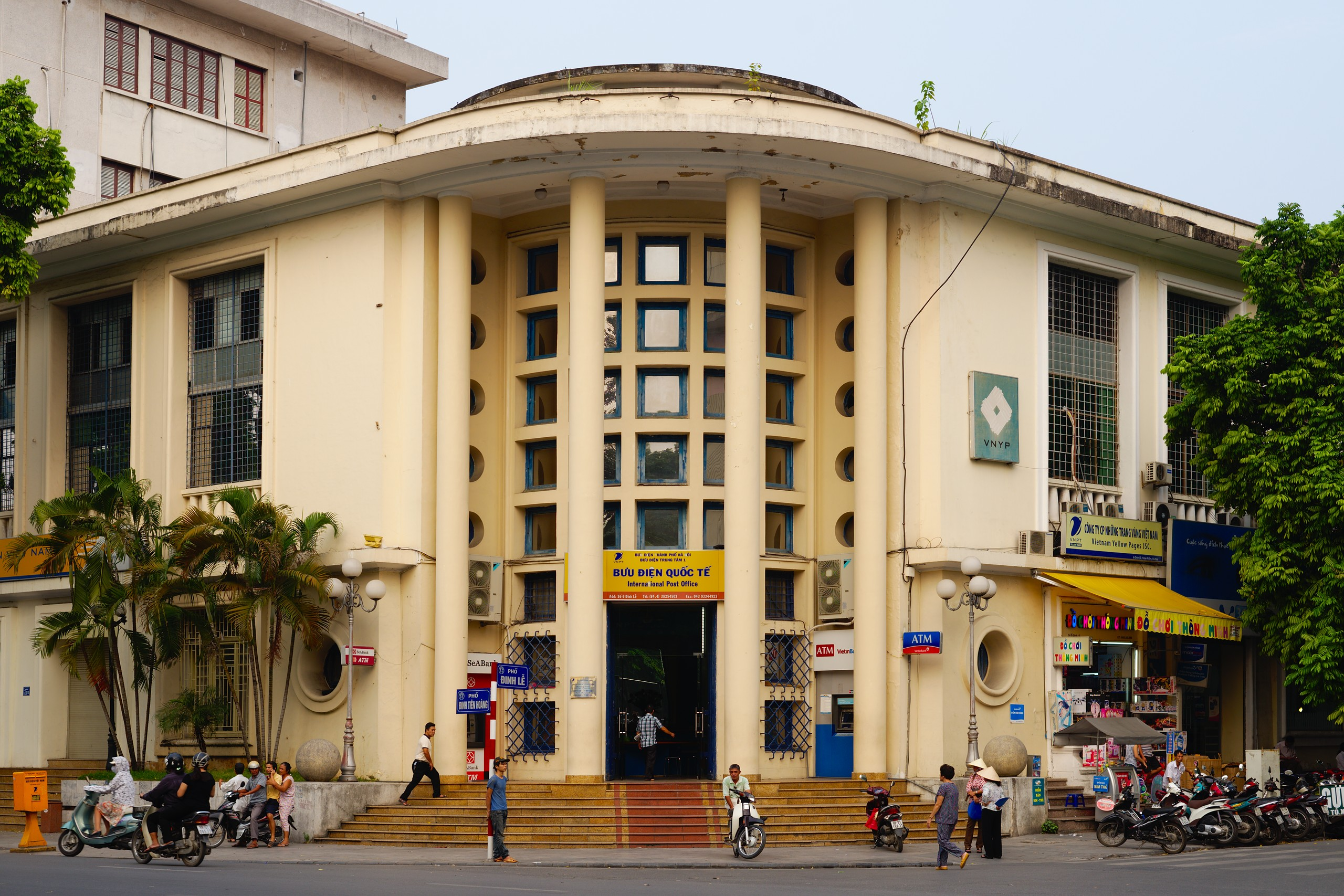
Ảnh chụp toàn cảnh tòa bưu điện giáp phố Đinh Lễ
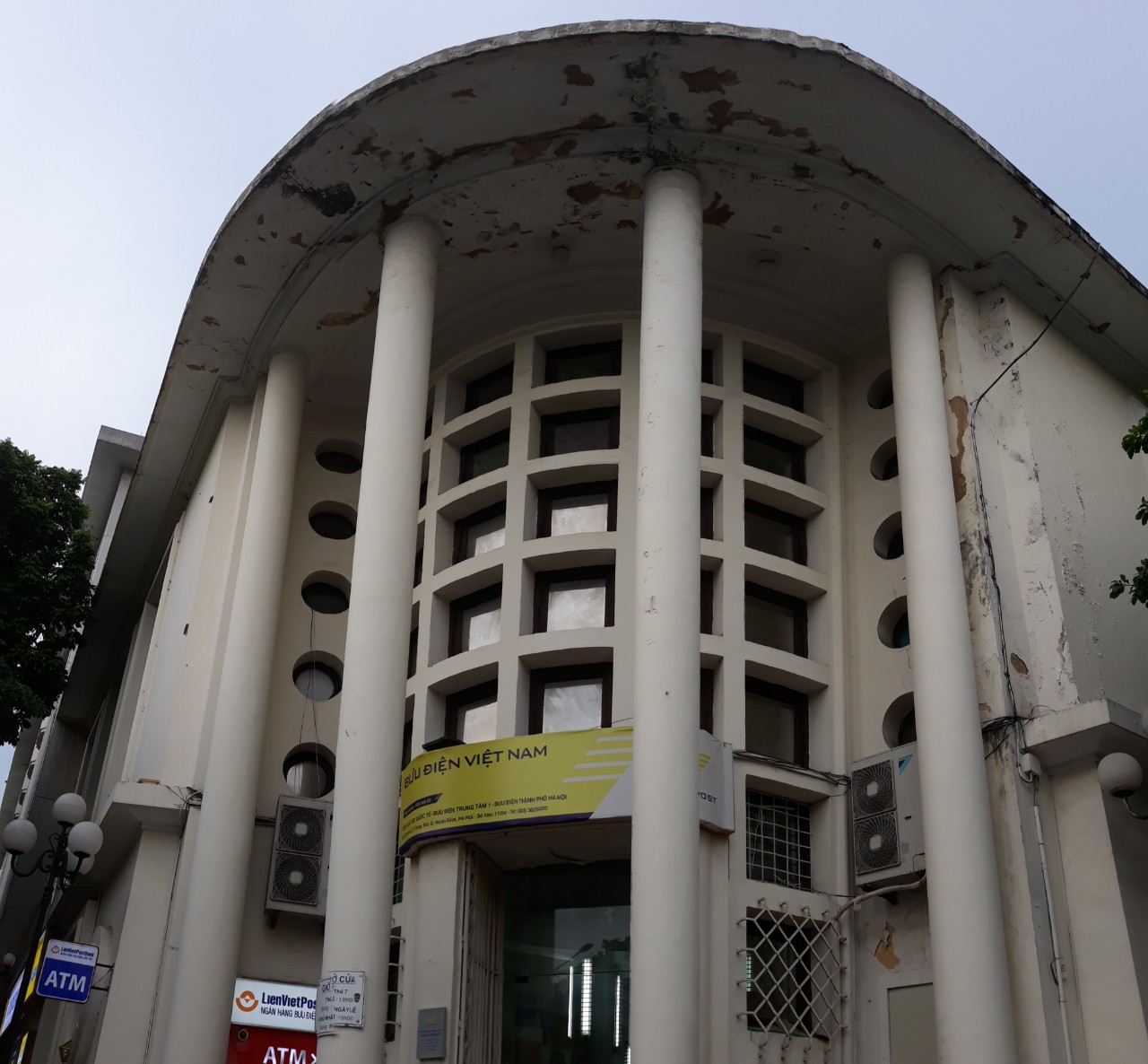
Một góc chụp khác của công trình
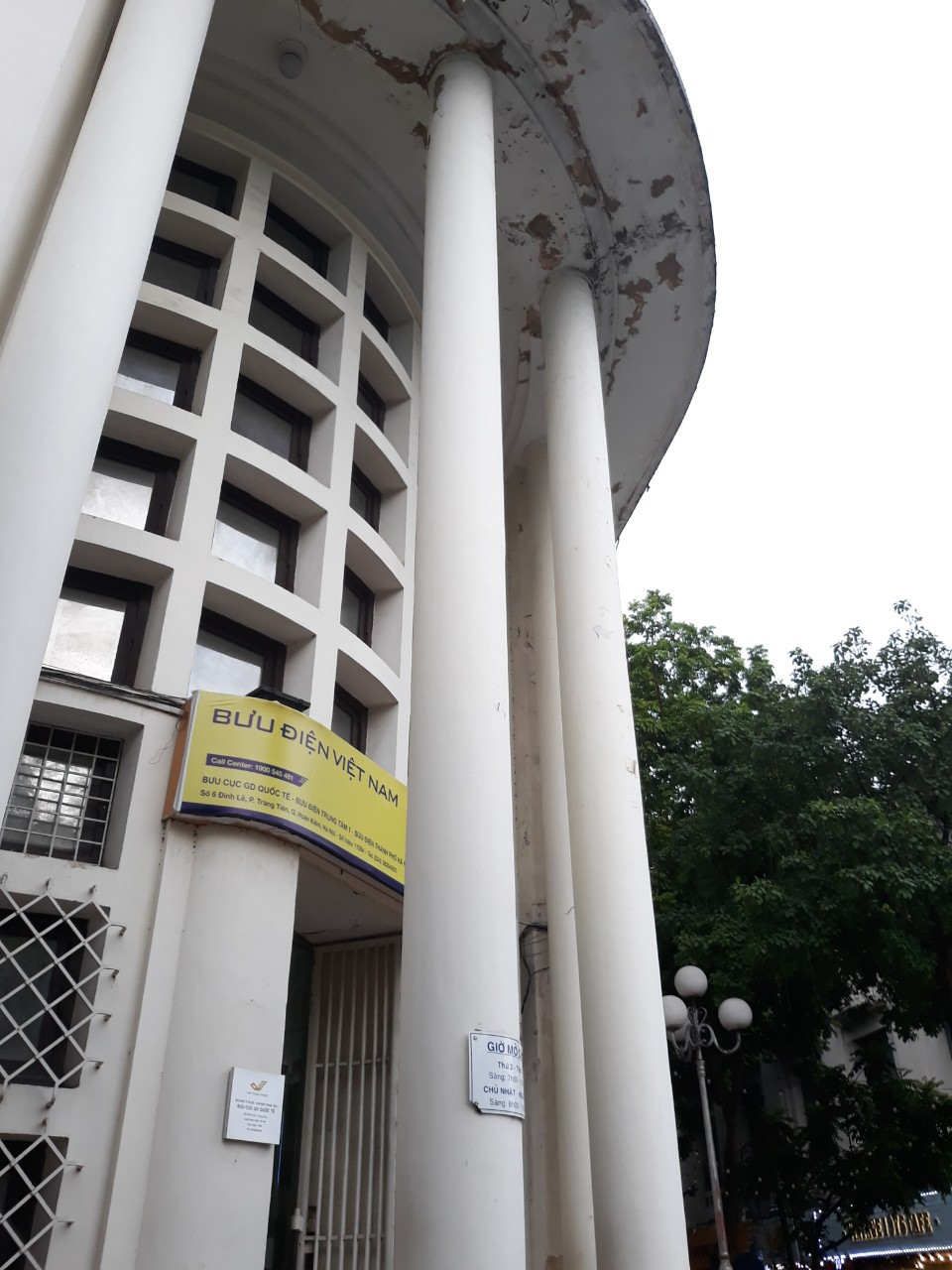
Những cột cao được cắm xung quanh phần cửa vào của tòa nhà
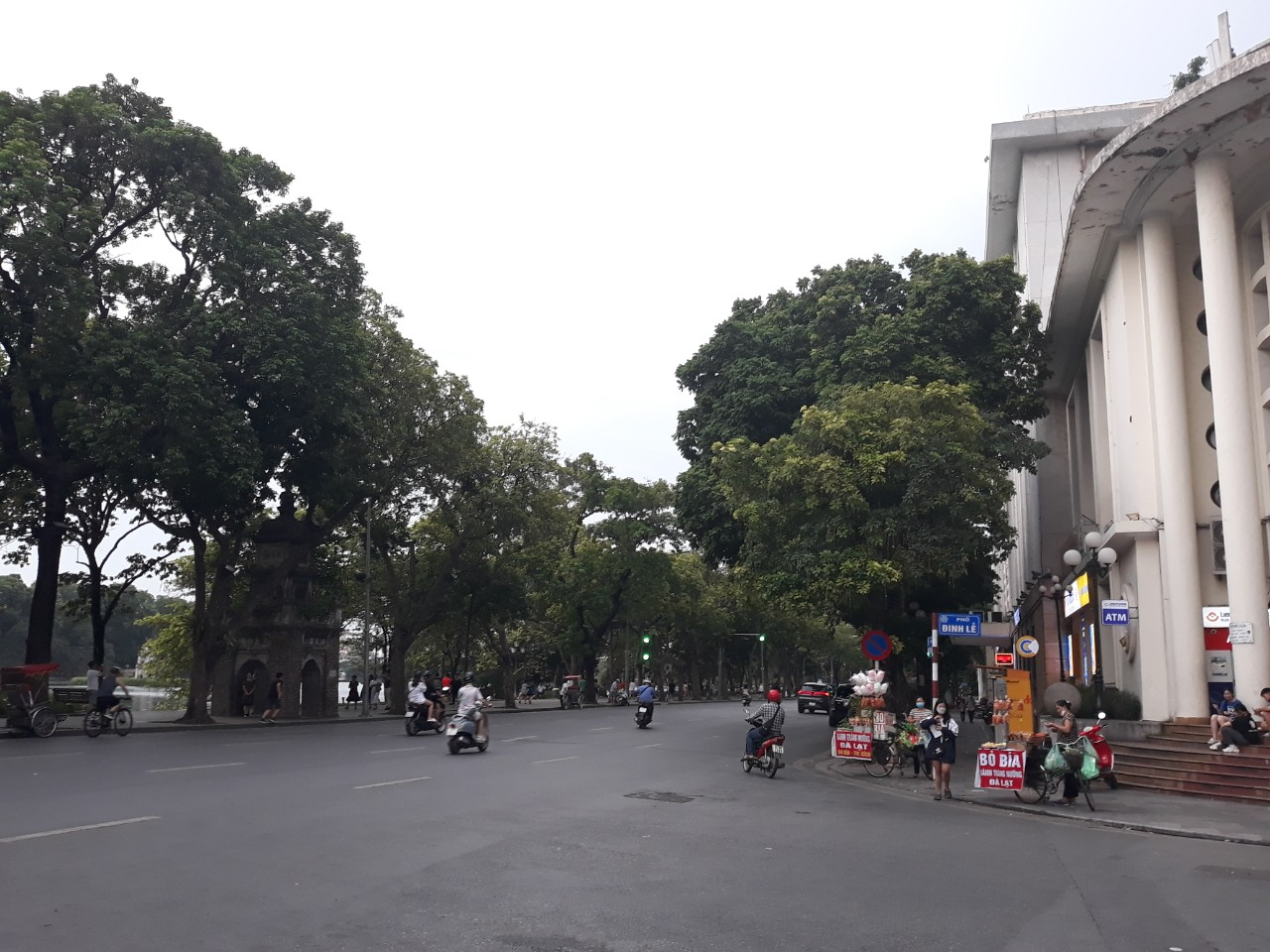
Ảnh chụp công trình bưu điện nằm đối diện với tháp Hòa Phong, di tích duy nhất còn sót lại của chùa Báo Ân cũ
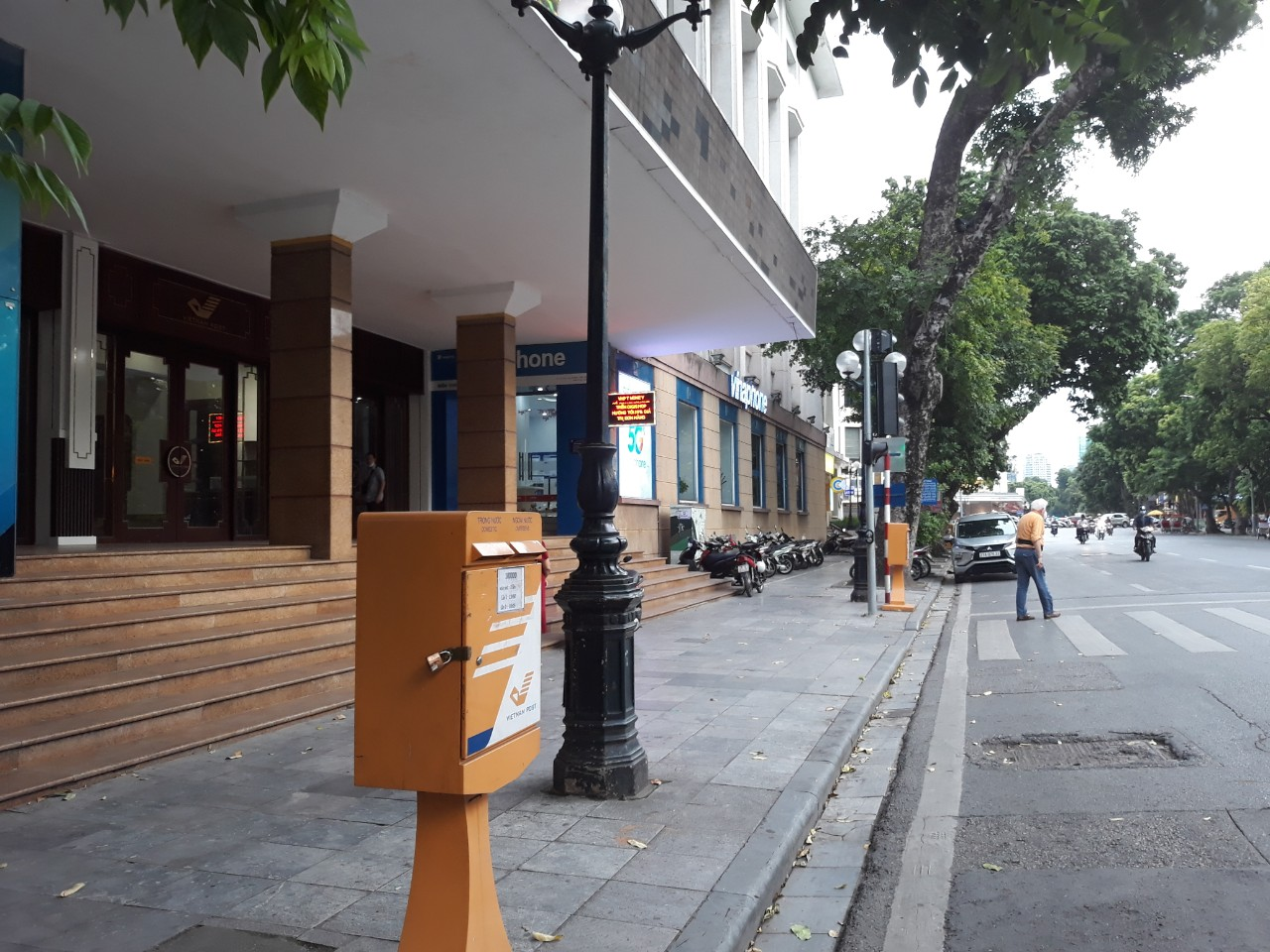
Một góc tòa nhà bưu điện trung tâm trên mặt phố Đinh Tiên Hoàng
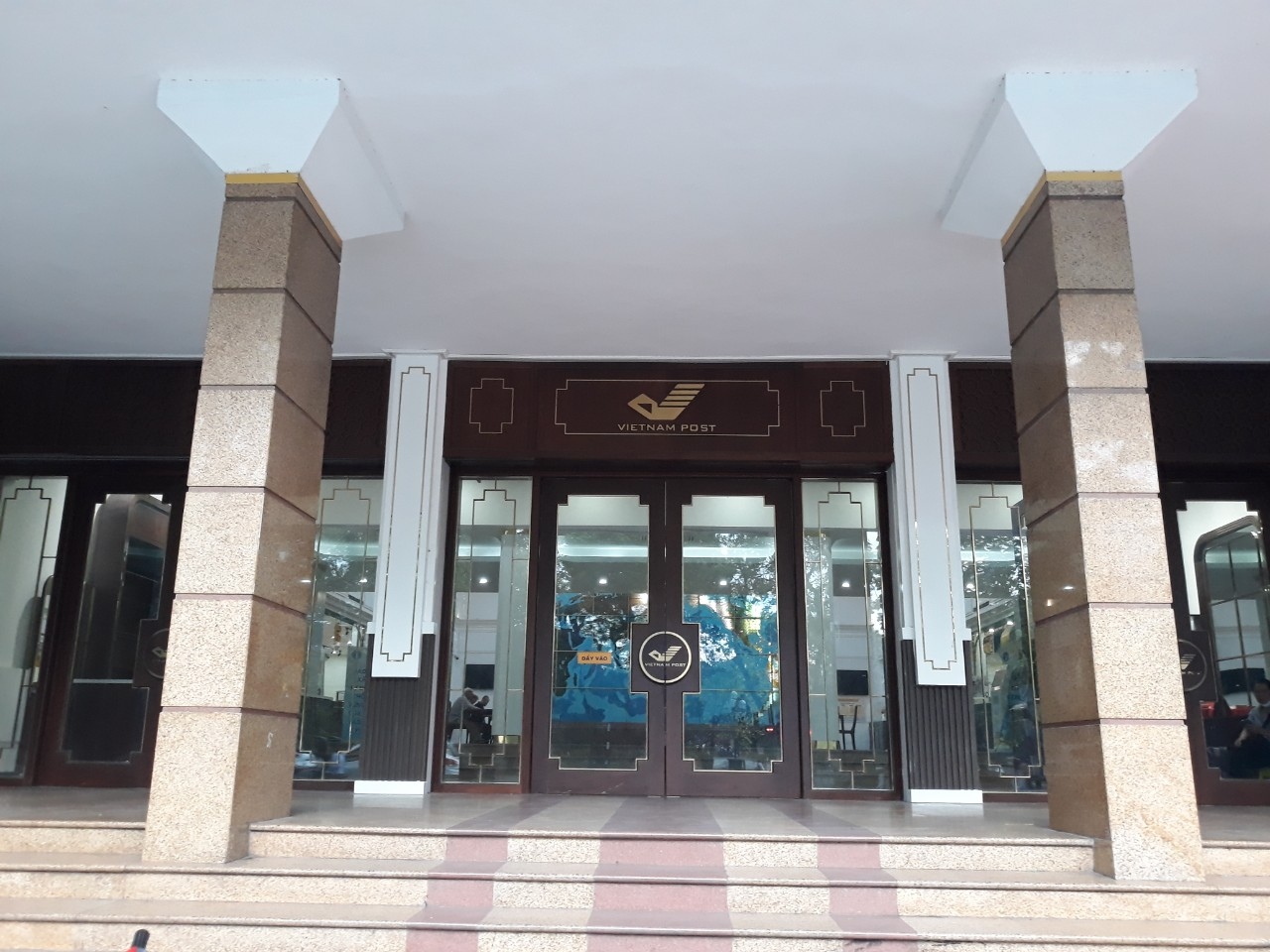
Cửa vào tòa bưu điện trung tâm
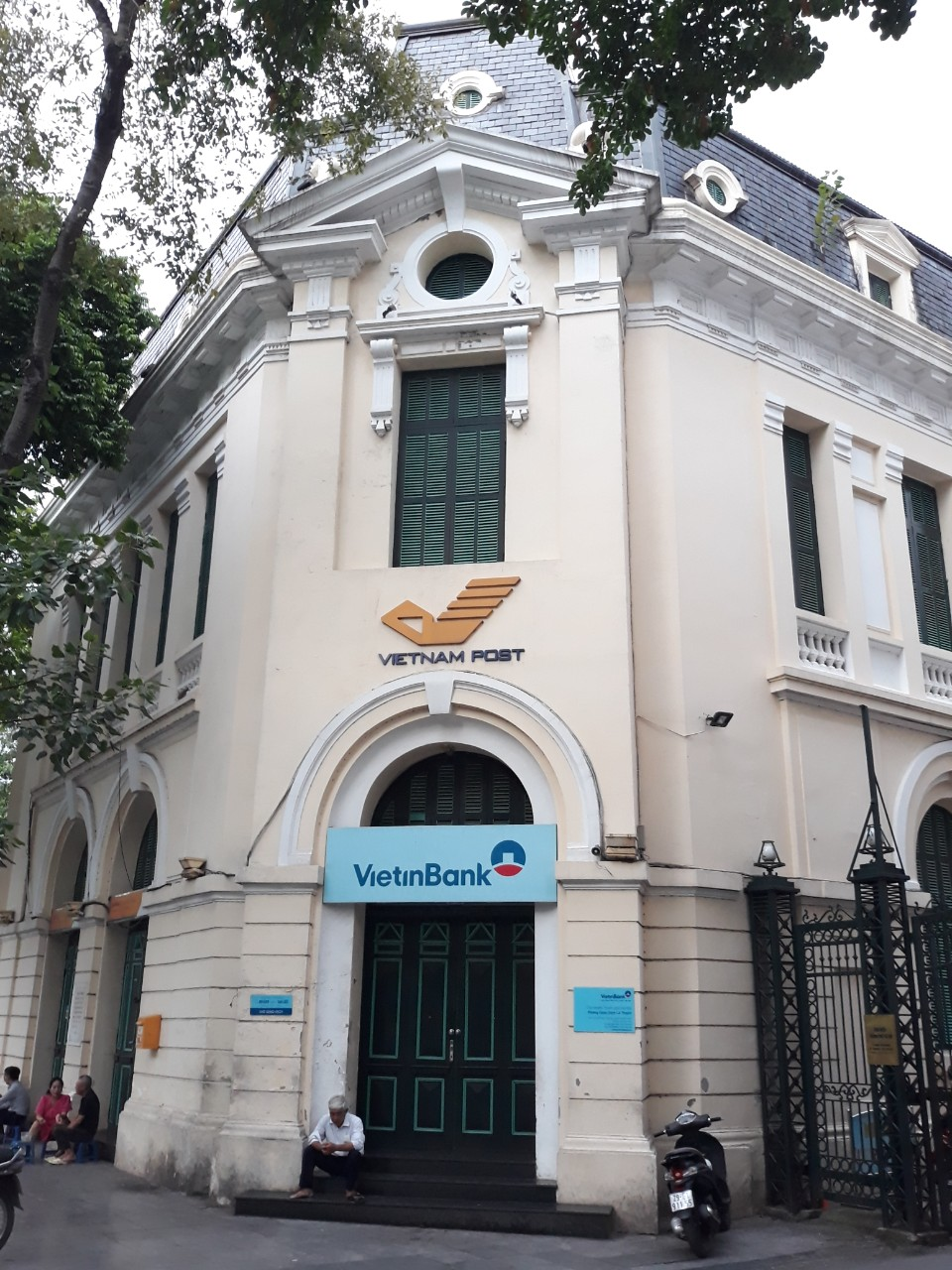
Một góc của tòa bưu điện giáp phố Lê Thạch, nhìn ra phía hồ Hoàn Kiếm
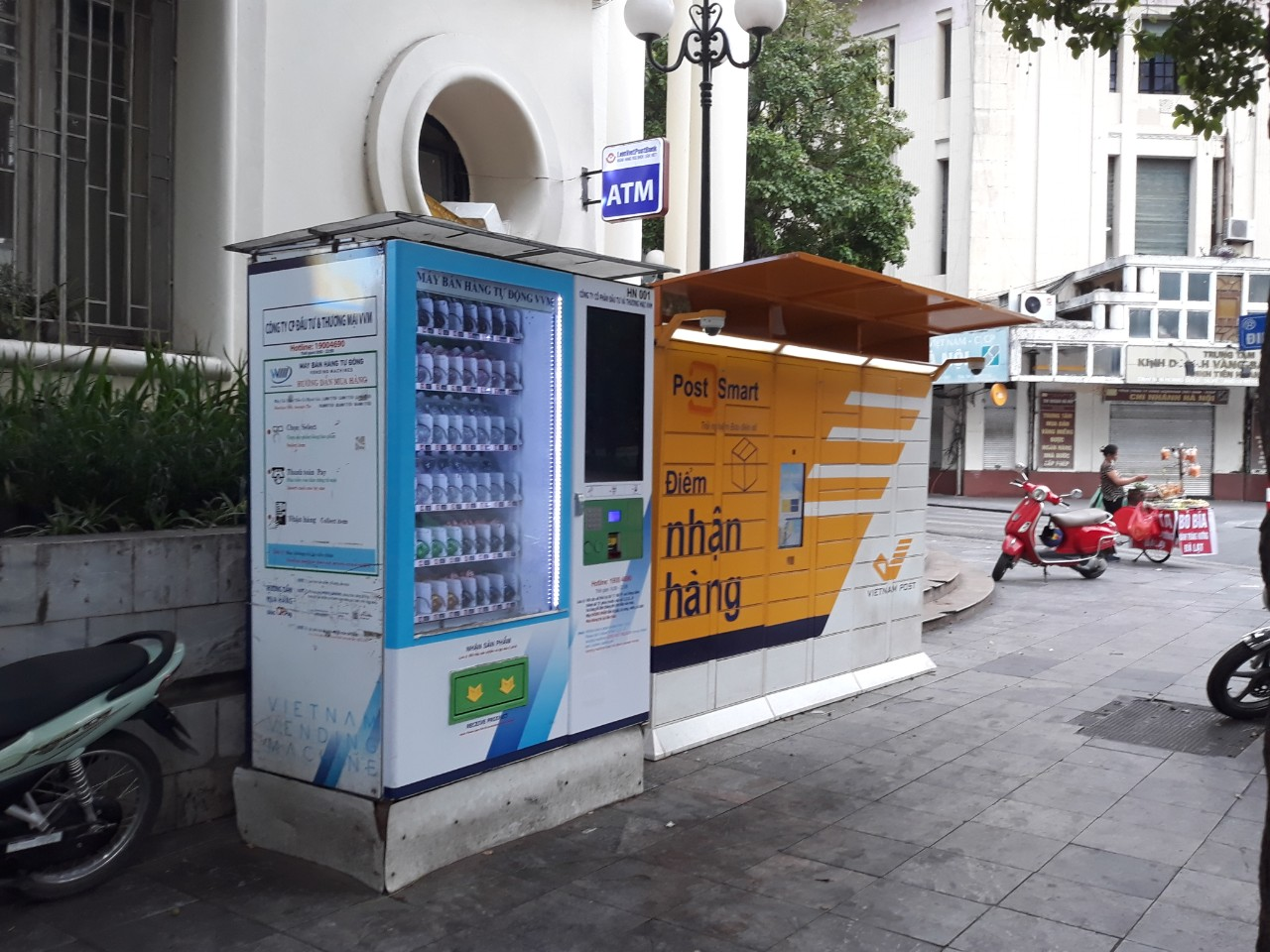
Một góc Bưu điện Hà Nội với máy bán nước tự động và hòm nhận bưu phẩm
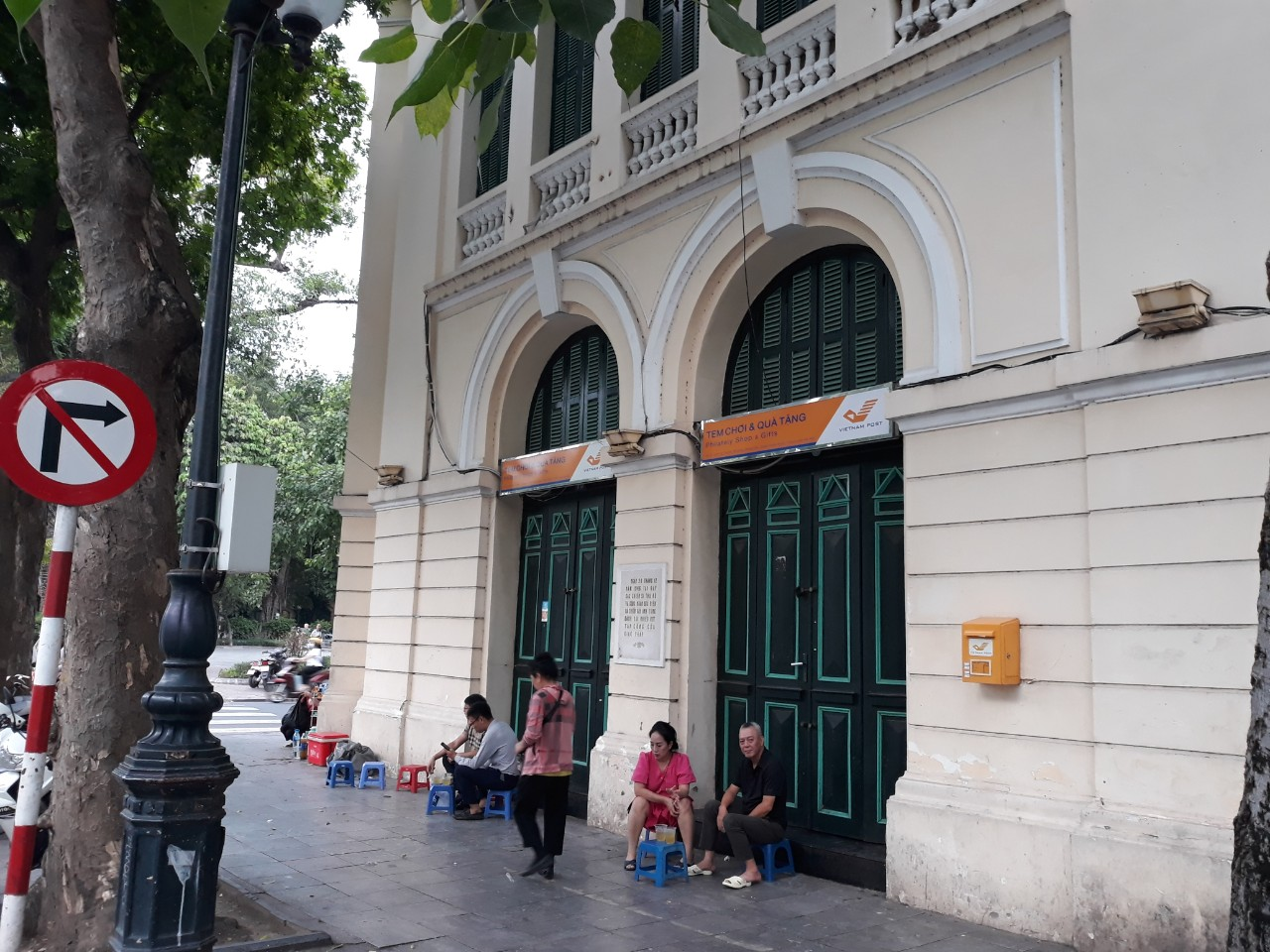
Một góc khác của tòa bưu điện giáp phố Lê Thạch trên phố Đinh Tiên Hoàng
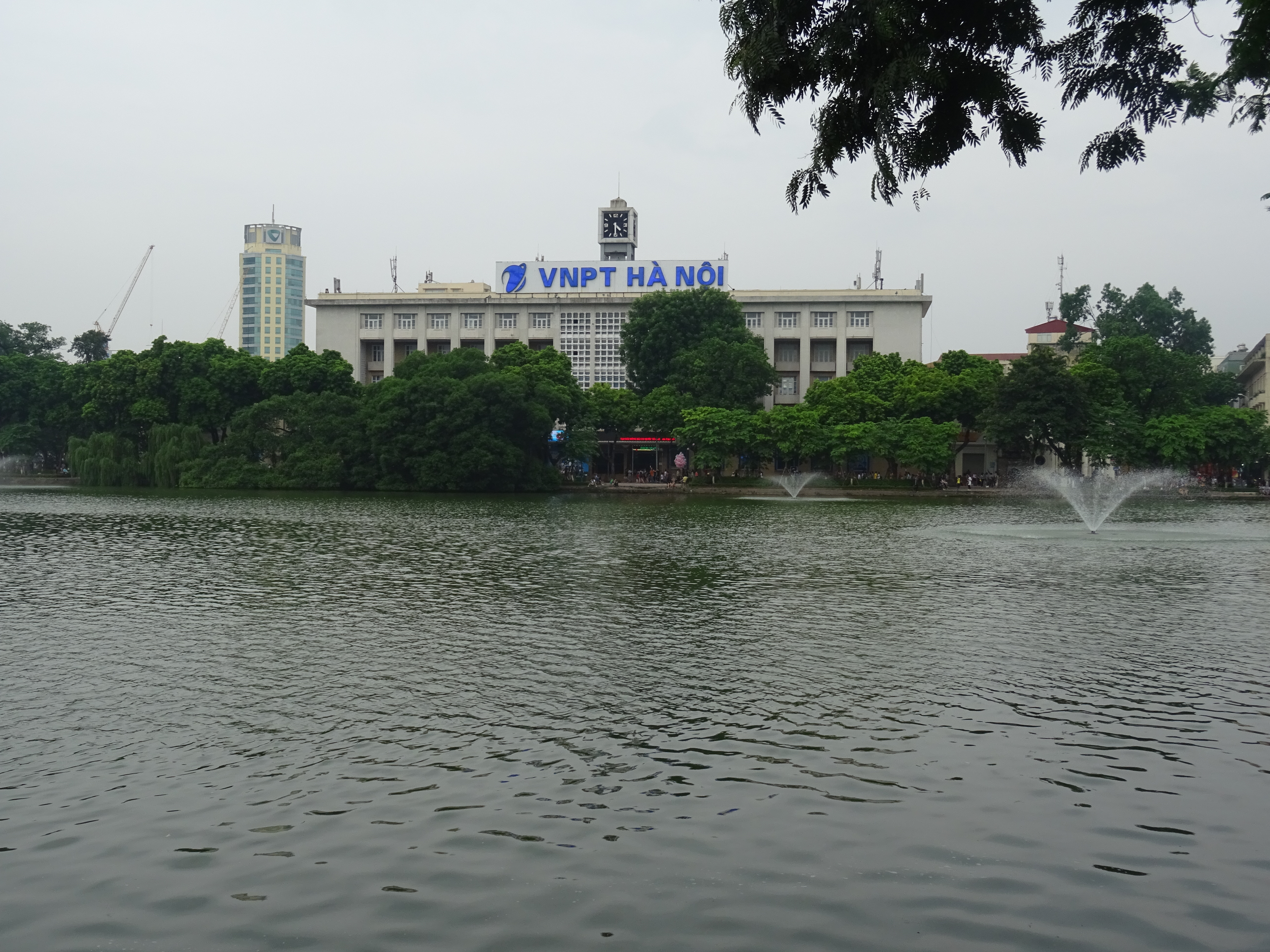
Góc nhìn chính diện tòa nhà bưu điện trung tâm
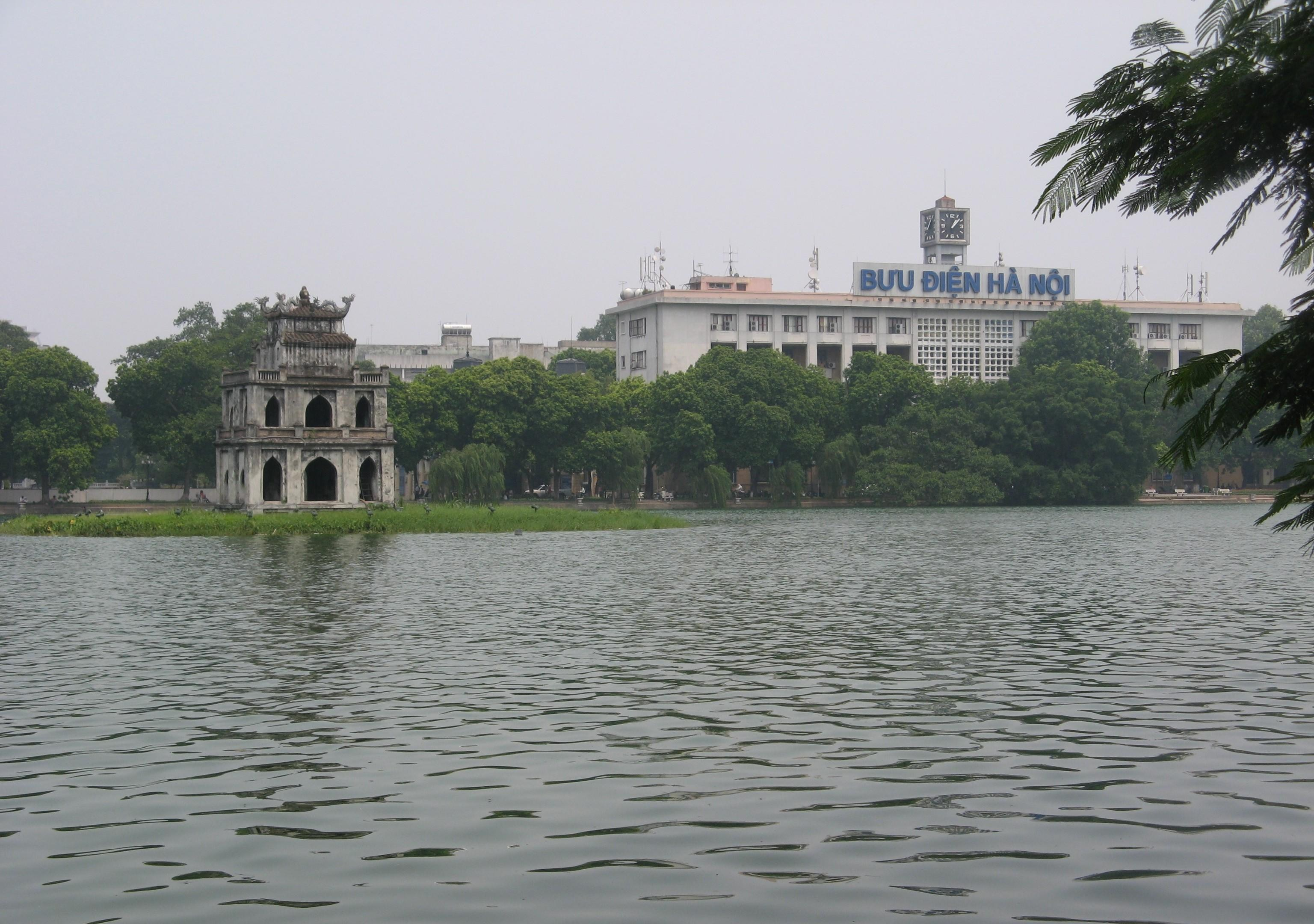
Ảnh chụp tòa bưu điện cùng với Tháp Rùa
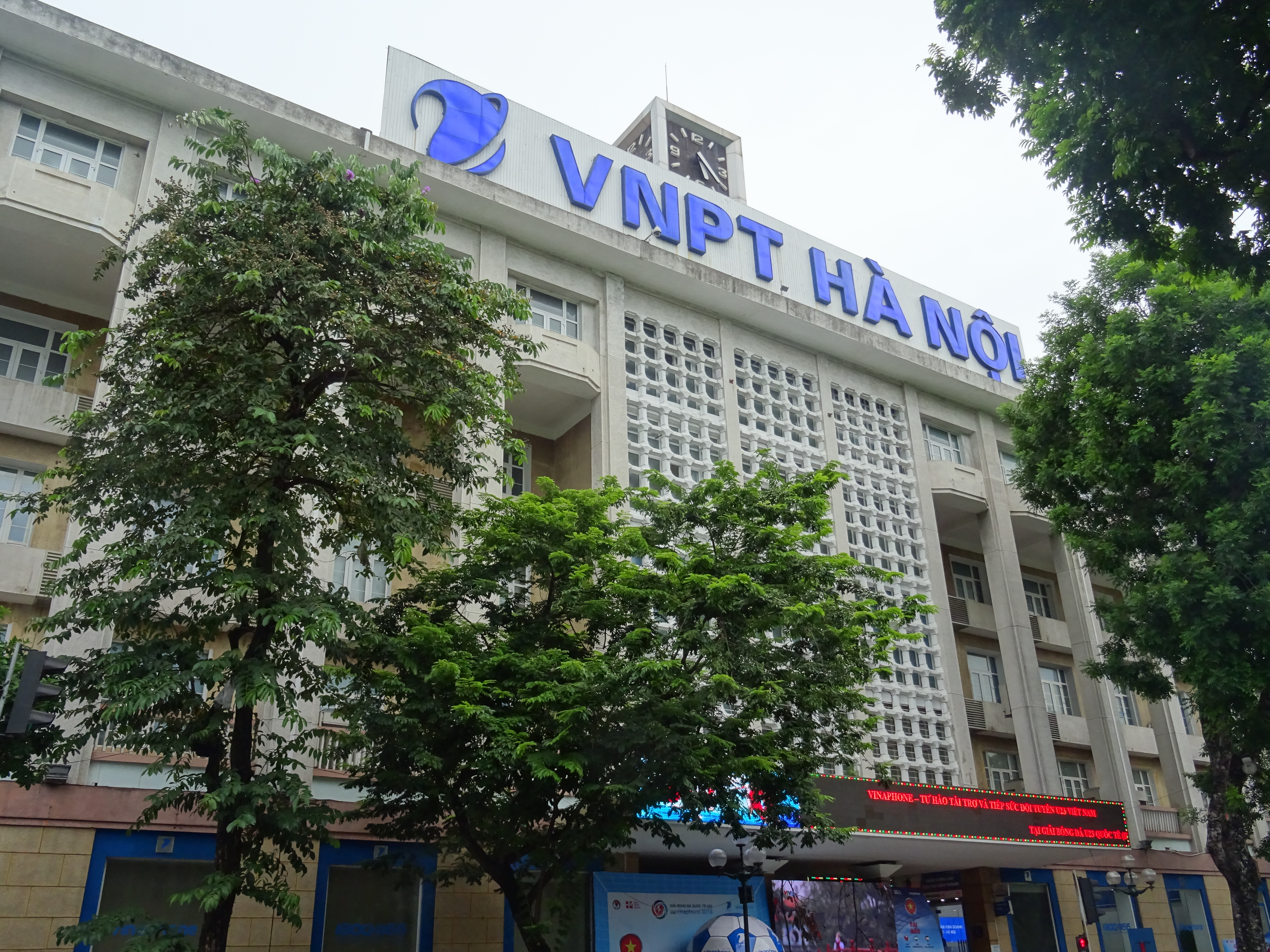
Tòa nhà bưu điện trung tâm nhìn từ tháp Hòa Phong